# Шредер, Рихард Рихардович
Ри́хард Ри́хардович Шре́дер (15 октября 1867, Москва — 27 апреля 1944, Ташкент) — российский и советский учёный-агроном, педагог, основатель научного сельского хозяйства в Узбекистане, а также первого в Центральноазиатском регионе НИИ (НПО) садоводства, виноградарства и виноделия, которым руководил на протяжении 42 лет.

## Биография
Рихард Рихардович родился 15 октября 1867 году в Москве, где его отец — Рихард Иванович Шредер работал профессором Петровской земледельческой и лесной академии.
В 1887 году, по окончании 4-й гимназии, Рихард Рихардович поступил на естественное отделение физико-математического факультета Московского университета, которое окончил в 1891 году с дипломом первой степени. Столь же успешно окончил он в 1894 году Петровскую сельскохозяйственную академию, после чего был причислен к департаменту земледелия.
С 1895 по 1900 г., будучи ассистентом кафедры частного земледелия, возглавляемой проф. Д. И. Прянишниковым, Рихард Рихардович провел несколько работ и написал ряд статей для Энциклопедии русского сельского хозяйства и других изданий. В числе их: «Отношение озимых хлебов к фосфорным удобрениям», «К вопросу о значении остей у злаков», «К вопросу о синтезе белков с высшими растениями» и другие. Весной 1900 г. он сдал в Московском университете магистерские экзамены, получил звание приват-доцента агрономии и был командирован на три года в Германию и Швейцарию, где работал по физиологии растении у профессора Пфеффера в Лейпциге и по физиологической химии растений у профессора Шульце в Цюрихе.
Возвратившись из заграничной научной командировки как вполне сложившийся учёный и исследователь, Рихард Рихардович изъявил желание работать там, где особенно остро чувствовалась надобность в агрономической помощи. Таким местом был тогда самый отсталый в отношении применения передовых приёмов агрономии, мало изученный Туркестанский край.
В конце 1902 г. Министерство земледелия направило Р. Р. Шредера на организованную в 1898 г. Туркестанскую сельскохозяйственную опытную станцию на должность заведующего и руководителя научной работой. Расположилась она в месте, прилегающем к древнему Чимкентскому тракту в шестнадцати километрах от Ташкента в селении Аччи.
Создание станции было вызвано возрастающим спросом на хлопок со стороны текстильной промышленности России. Первоначально основное внимание уделялось испытанию местных и привозных сортов хлопка.
Приехав в Туркестан, Р. Р. Шредер, владевший к тому времени основными европейскими языками (английским, французским, немецким и итальянским), прежде всего в совершенстве изучил узбекский язык, что позволило ему познать местные обычаи и традиции, тайны вековых методов возделывания и селекции различных культур. Станция как опытное учреждение, стала работать только с момента приезда Р. Р. Шредера, и основная масса научных работ принадлежала лично Р. Р. Шредеру, либо проведена под его непосредственным руководством.
Шредер собрал и испытал в посевах более тысячи образцов местных сортов пшеницы, выращиваемых в Средней Азии. Из них выделил самые урожайные. Так в земледелие вошёл новый высокоурожайный и длинно-колосный сорт озимой поливной пшеницы № 584.

## Поездка в Америку
Благодаря крупным исследовательским работам Р. Шредер становится известным в США. В 1911 г. там собирается международный конгресс по земледелию, на который в качестве участника приглашается Р. Шредер. Оттуда он вернулся с богатыми впечатлениями. В феврале 1912 года, как сообщала местная пресса, "президент Туркестанского общества сельского хозяйства Р. Р. Шредер в заседании отдела плодоводства прочёл большой доклад под названием «Калифорнийское плодоводство». Охарактеризовав и сделав описание Южной и Северной Калифорнии — железные дороги, озёра, орошение, климат и т. д., Р. Шредер привёл ряд небезынтересных данных, которые не могли не заинтересовать садоводов. «Надо полагать, — пишет далее газета, — что обследованием плодоводственного дела в Калифорнии Р. Р. Шредер обязан, главным образом, нашим отечественным эмигрантам, ассимилировавшимся в Калифорнии».
Далее Шредер рассказал об успешной садоводческой деятельности калифорнийских выходцев из России: Крыстофовича, Дементьева и Щербакова. Крыстофович даже стал официальным лицом — агентом российского правительства.

Шредер так рассказал о деятельности этих калифорнийских садоводов:
«Все трое культивируют апельсины, виноград, сливы, причём Деменсон (Дементьев) занимается плодоводством и виноградарством уже свыше 6 лет. Это наиболее крупный из русских садовладельцев Калифорнии… В последнее время в весьма широких размерах культивируется в Калифорнии изюм. Калифорния в этом отношении заставляет позабыть об Испании. Теперь царством изюма несомненно можно признать Калифорнию».
Характеризуя атмосферу американского штата, докладчик отмечал, что средняя годовая температура в нём равняется 7 градусам Цельсия, жара доходит до 38 градусов. Дожди выпадают в холодное время года так же, как и в Туркестане. Морозы в Калифорнии бывают в декабре, но и в феврале ещё бывает холодно. «В это время, — сообщал Р. Р. Шредер, — происходит сбор апельсинов, которые при отправке моются при помощи специальных машин. Апельсины вывозятся из Калифорнии в большом количестве, упаковываются в ящики от 90 до 250 штук».
Как писала газета, доклад учёного вызвал большой интерес у собравшихся слушателей, ими было задано Шредеру большое количество вопросов. Позднее доклад Шредера, исправленный и дополненный, был напечатан в журнале Туркестанского общества сельского хозяйства. Поездка в Калифорнию оказалась очень полезной для учёного из Ташкента в его работе по акклиматизации новых сортов плодовых деревьев в Средней Азии.

## Научная деятельность

Шредер Р. Р.

Большое внимание уделял Рихард Рихардович садоводству. На станции испытывалось свыше 200 сортов яблонь, груш и других плодовых пород, изучалась динамика цветения и плодоношения, велась исследовательская работа по подбору сортов опылителей, иммунности плодовых деревьев к различным болезням и вредителям, выяснялась стойкость сортов к морозам и другим неблагоприятным климатическим факторам. В изучение был включен также виноград. В результате этих исследований опубликован ряд работ по плодоводству и виноградарству.
Значительное место и деятельности Р. Р. Шредера занимает также изучение климата Туркестана. Опубликованный им труд «Климат хлопковых районов Средней Азии», метеорологические сводки и обзоры погоды представляют большой теоретический и практический интерес.
Для популяризации научных знаний и области сельского хозяйства он создаёт первый в Туркестанском крае журнал «Дехкон» на узбекском языке. Он же был редактором и автором многих статей этого журнала. В течение ряда лет Р. Р. Шредер являлся редактором популярных журналов «Туркестанское сельское хозяйство» и «Туркестанский земледелец», где он выступал с популярными статьями по вопросам сельского хозяйства. Им опубликовано свыше 250 различных работ, часть которых издана на узбекском языке. По хлопководству издано свыше пятидесяти работ, в числе которых первый оригинальный труд по культуре хлопка в СССР — «Культура хлопчатника в Средней Азии». По плодоводству и виноградарству опубликовано около семидесяти работ.
Полученный на станции в начале 20-х годов исходный материал по хлопку позволил в короткий срок вывести скороспелый сорт хлопчатника «1306», названный в честь автора «Шредер» и который в своё время решил проблему продвижения культуры хлопчатника на север, в новые районы. Сотни тысяч гектаров засевали им в северных районах Узбекистана, в Кыргызстане, Казахстане, Закавказье.

## Общественная деятельность и награды

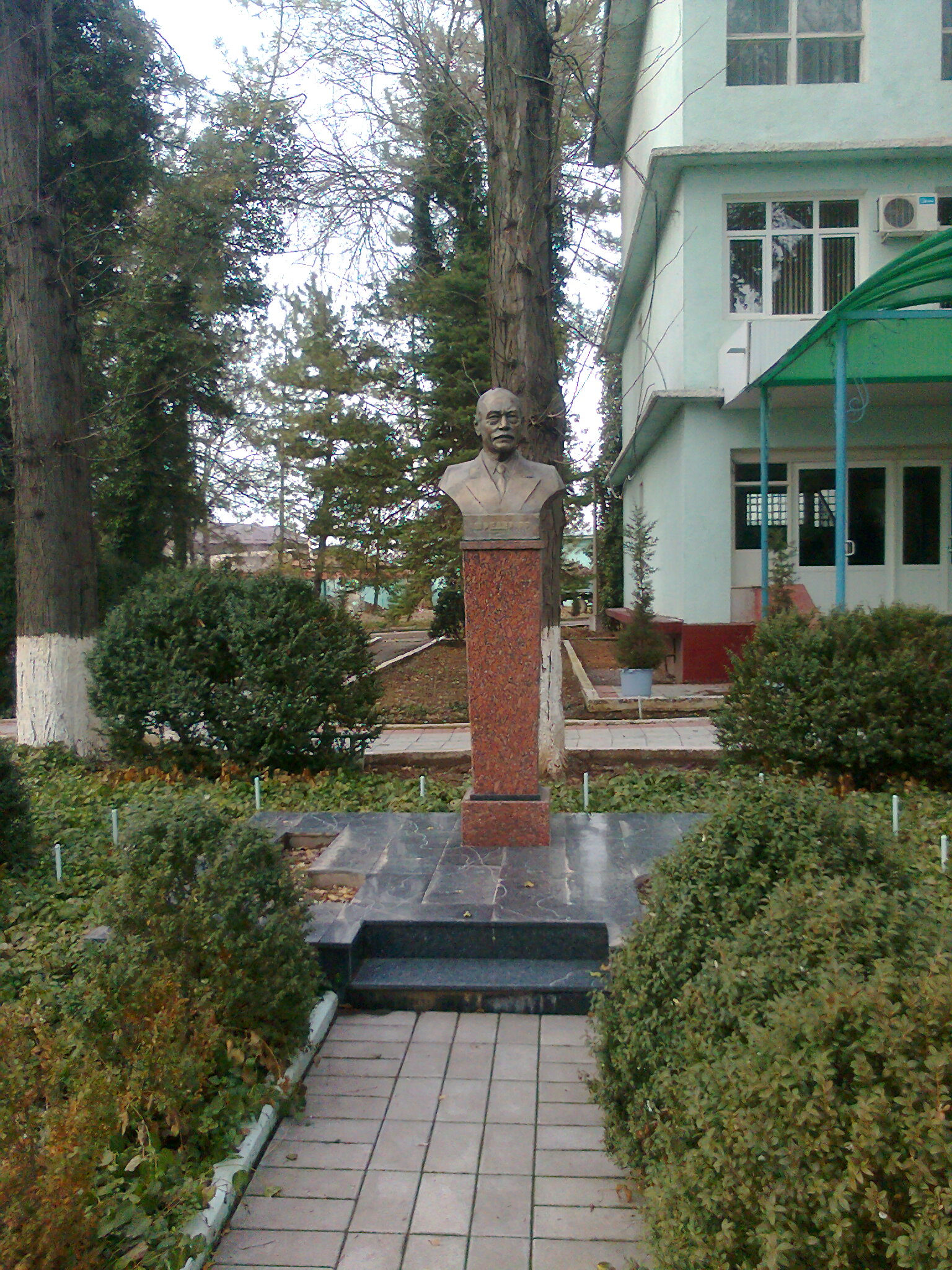
Бюст Р. Р. Шредера в Ташкенте

С 1904 по 1918 гг. Рихард Рихардович являлся бессменным президентом Туркестанского общества сельского хозяйства.
Р. Р. Шредер принимал самое деятельное участие в организации первого в Средней Азии Народного Университета, который был открыт, и 1918 г. Рихард Рихардович был избран профессором этого Университета и на протяжении ряда лет читал курс частного земледелия, главным образом хлопководства и садоводства, а также был первым деканом сельскохозяйственного факультета, который со временем выделился в самостоятельный вуз не без участия руководителя этого факультета.
В 1935 г. он был избран членом Центрального Исполнительного Комитета Советов УзССР.
В 1935 г. он был избран действительным членом Всесоюзной Академии сельскохозяйственных наук.
В 1936 г. — действительным членом Комитета Наук при СНК УзССР.
В 1943 г. — действительным членом Академии наук Узбекской ССР.
В 1936 г. Р. Р. Шредер был утверждён в учёной степени доктора сельскохозяйственных наук.
Он состоял членом ученого совета Ботанического института Академии Наук УзССР, СоюзНИХИ, Института агролесомелиорации и Ташкентского сельскохозяйственного института.
24 июля 1938 г. был избран депутатом Верховного Совета Узбекской ССР.
Шредер был награждён двумя орденами Трудового Красного Знамени и за участие на Всесоюзной сельскохозяйственной выставке — большой золотой медалью. В 1927 г. правительство Узбекистана присвоило ему звание Героя Труда.

В 1939 г. в торжественной обстановке был проведен 35-летний юбилей научной, педагогической и общественной деятельности Р. Р. Шредера в Средней Азии, а опытной станции присвоено его имя. В этом же году, в связи с 15-летием Узбекистана, он награждён Почетной грамотой Президиума Верховного Совета ССР. 

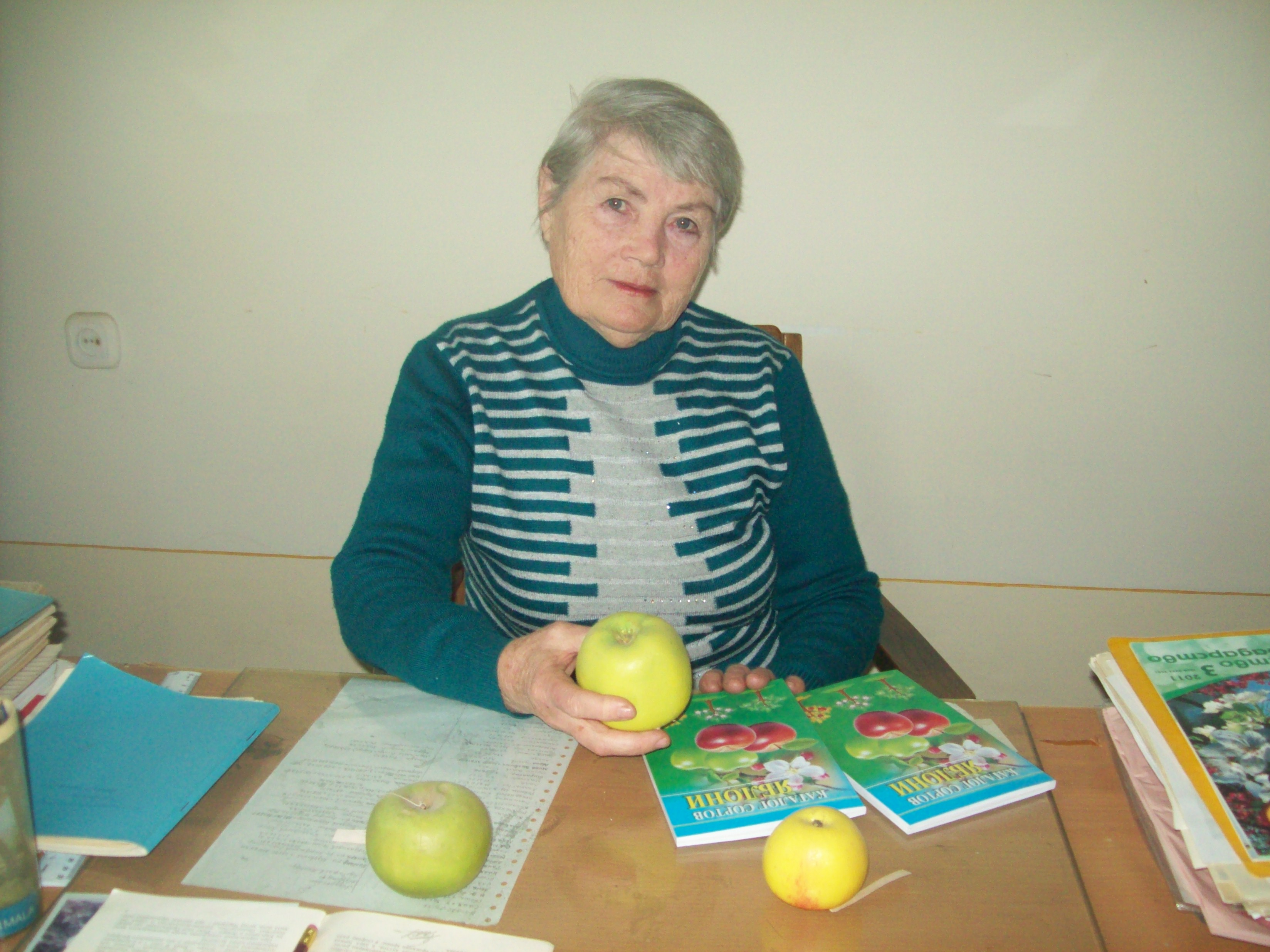
Внучка Р.Р. Шредера Елена Александровна Дорохова-Шредер(научный сотрудник) изучает разнообразие яблок

 Р. Р. Шредер 42 года работал директором и научным руководителем Туркестанской сельскохозяйственной станции, которая в 1939 г. переименована в Узбекскую опытную станцию плодово-ягодного и субтропического хозяйства им. Р. Р. Шредера. В 1947 г. решением СНК СССР станция преобразована в Научно-исследовательский плодово-ягодный институт Академии Наук Узбекистана им. Р. Р. Шредера.
В 2003 году указом президента Узбекистана Р. Р. Шредер был посмертно награждён орденом «Буюк хизматлар учун». Он умер в возрасте семидесяти семи лет 27 апреля 1944 года. Похоронен в Ташкенте на Боткинском кладбище.

## Публикации
- О сухом земледелии. — Ташкент; Туркест. сел. хоз-во, 1910. — 85 с.
- Культура хлопчатника в Средней Азии. — М.: Центр. упр. пром. пропаганды и печати, 1925. — 33 с.
- Периодичность урожаев в семечковых садах. — Ташкент: Изд-во Ком. наук УзССР, 1937. — 127 с.
- Флора Узбекистана / гл. ред. акад. Р. Р. Шредер. — Ташкент: Узб. фил. АН СССР, 1941. — 566 с.
- Избранные произведения. Т. 1. — Ташкент: Изд-во АН УзССР, 1956. — 226 с.